# Éric Nicol
Pour les articles homonymes, voir Nicol.
Pas d'image ? Cliquez ici

a Compétitions nationales et continentales officielles uniquement.

Éric Nicol, né le 7 octobre 1964 à Quillan, est un joueur français de rugby à XV qui a joué avec l'AS Montferrand évoluant principalement au poste de demi d'ouverture, mais pouvant également évoluer à tous les autres postes des lignes arrières.

## Biographie
Éric Nicol n'est jamais sélectionné avec le XV de France, mais connaît des sélections avec l'équipe de France A et B. En mai 2000, il est sélectionné avec les Barbarians français pour jouer le pays de Galles au Millennium Stadium de Cardiff. Les Baa-Baas s'inclinent 40 à 33.
Avec 437 matchs disputés sous le maillot de l'ASM de 1985 à 2001, pour 1 826 points inscrits, il est le joueur le plus capé du club. Cette longévité et ce grand nombre de matchs joués sont justifiés par le peu de blessures qu'à connu Nicol durant sa carrière.
Parallèlement à sa carrière de rugbyman amateur, puis professionnel, il occupe le poste de policier municipal dans la ville de Chamalières durant toute sa carrière. Par la suite, il devient restaurateur.
En 2016, le site Rugbyrama le classe dixième parmi les 10 meilleurs joueurs de l'histoire de l'ASM Clermont Auvergne.

## Palmarès
- Vainqueur de la coupe de la ligue (1) : 2001 ( Montferrand 34-24 Auch)
- Vainqueur du challenge Yves du Manoir (1) : 1986 (Montferrand 22-15 Grenoble)
- Finaliste du challenge Yves du Manoir (1) : 1994 (Perpignan 18-3 Montferrand)
- Finaliste du championnat de France (3) : 1994 (Toulouse 22-16 Montferrand), 1999 (Toulouse 15-11 Montferrand) et 2001 (Toulouse 34-22 Montferrand)